# Dragon Tales
Dragon Tales es una serie de televisión infantil estadounidense-canadiense de dibujos animados en 2D creada por Jim Coane y John Mariella, estrenada el 6 de septiembre de 1999 en el canal PBS Kids en Estados Unidos y CBC Television en Canadá. Fue producida por Sesame Workshop, Columbia TriStar Television, Sony Pictures Television, C.O.R.E.Toons, Decode Entertainment y PBS. La serie finalizó el 11 de abril de 2005 contando con tres temporadas y 94 episodios.
En Latinoamérica fue transmitida por Cartoon Network de Noviembre del 2001 hasta el 22 de abril del 2004; el canal Discovery Kids Latinoamérica estreno la serie el 2 de agosto del 2004 y dejó de emitir la serie en 2009 (29 de junio en Argentina, 27 de septiembre en Brasil y 11 de octubre en el resto de Hispanoamérica). Actualmente está disponible en la plataforma de streaming Prime Video (únicamente en idioma inglés).
El merchandising de la serie (libros de cuentos, videojuegos y discografía) se ha comercializado en Estados Unidos.

## Historia
La serie se basa en los personajes creados en 1978 por el artista y educador jubilado de Laguna Beach, California, Ron Rodecker (fallecido en 2021), quien se estaba recuperando de un bypass de la arteria coronaria cuando empezó a dibujar dragones como una forma de simbolizar fuerzas que la vida real son de grandes dimensiones para controlar.

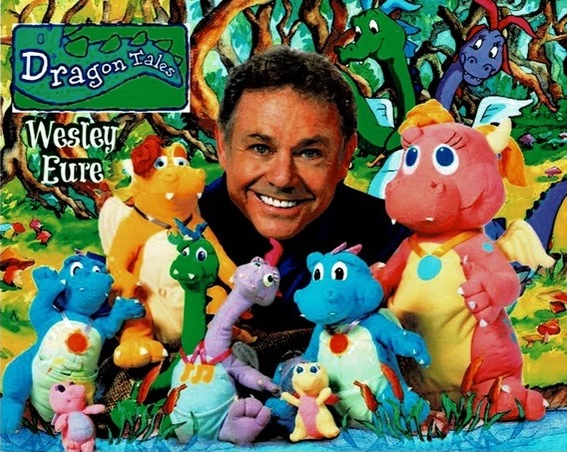
Wesley Eure en Dragon Tales.

John Mariella, un productor en C.O.R.E.Toons, fue quien convirtió esta obra de arte en una serie de televisión junto a varios escritores, entre ellos Wesley Eure. Coane y Mariella compartieron el crédito de desarrollo en cada episodio. 
Coane presentó entonces el proyecto de Sesame Workshop donde Marjorie Kalins lo apoyó y Sony Pictures Televisión para obtener una subvención del Departamento de Educación de Estados Unidos y la Corporation for Public Broadcasting. Coane fue el productor ejecutivo de las dos primeras temporadas.

## Trama
La serie se centra en las aventuras de dos niños mexicoestadounidenses, Emmy, de seis años de edad y su hermano Max, de cuatro años de edad, quienes al mudarse a una nueva casa y al abrir uno de los cajones de su nueva habitación encuentran una escama de dragón encantada que puede transportarlos mágicamente a una tierra de dragones; el viaje debe iniciarse mediante una rima —muy recordada por el público televidente al día de hoy— que recitan juntos: «¡Sueño y deseo con todo mi corazón, ir a una tierra lejana volando en un dragón!» tomando la escama con cada mano, a lo que los dragones que están en la pared de su habitación giran alrededor de ellos y la escama los transporta a la tierra de los dragones. Esta tierra es un mundo de fantasía habitado por varios coloridos dragones de rasgos antropomórficos, donde conocen a cuatro de ellos (dos machos y dos hembras) con personalidades distintivas: el fuerte pero temeroso Ord, la tímida pero inteligente y dulce Cassie, y los gemelos siameses opuestos Zak, el fanático del orden y la revoltosa, bulliciosa y excitada Wheezie, quienes se hacen sus amigos y a quienes Emmy y Max ayudan a cumplir misiones particulares, ayudándolos en sus problemas diarios y aprendiendo diferentes moralejas a través de sus experiencias en la tierra de los dragones. Al final de cada episodio, para regresar a su casa, Emmy y Max se toman de la mano y recitan una segunda rima que les enseña el maestro dragón Quetzal en el primer episodio de la serie. En la tierra de los dragones hay aventuras, cuentos de hadas e incluso magia real.
Cada uno de los dragones protagonistas lleva una medalla con una insignia que brilla cuando logran algo con lo que normalmente tienen problemas: la de Ord brilla cuando domina sus miedos, la de Cassie cuando supera su ansiedad y las de Zak y Wheezie cuando superan sus diferencias y trabajan juntos. Asimismo, los padres de Emmy, Max y los dragones son mencionados en algunos episodios, aunque en menor medida aparecen parcialmente o solamente se les oye como voz en off, como los padres de Emmy y Max.
En un esfuerzo por introducir a los niños en edad preescolar en la cultura hispana y latina, durante la tercera y última temporada del programa se presentó un nuevo personaje llamado Enrique, que se muda de Colombia a los Estados Unidos, proporcionando a la serie un tercer niño protagonista. Rodeados de una variedad de personajes únicos y enfrentados a numerosas y diferentes situaciones, Emmy y Max, junto con el nuevo personaje Enrique, se embarcan en aventuras con sus amigos dragones enfrentando sus temores o logrando sus metas tras sortear diferentes obstáculos a lo largo del camino. La serie, asimismo, se caracteriza por no haber contado con un episodio ambientado en espectáculos artísticos como el circo o festividades como Halloween o Navidad, con la excepción de un episodio ambientado al Día de San Valentín, caracterizado como "Día de San Dragontín".

## Personajes principales

### Humanos
- Emmy: Una simpática niña de 6 años de edad que comparte su habitación con su hermano Max. Tiene cabello café y viste una camiseta roja con un peto azul. Siempre tiene algo que hacer para ayudar a los dragones. Su frase es «¡Definitivamente!» cuando le surge una buena idea, cosa que a veces también dice su hermano Max. Aunque Emmy no se avergüenza de hacer cosas «de chicas», también le gustan mucho los deportes y los juegos y por lo general está dispuesta a participar en cualquier actividad. Aunque experimenta celos ocasionales de su hermano, ambos suelen estar juntos en la tierra de los dragones y comparten muchas aventuras. Aunque es una líder natural valiente e inteligente, también es impulsiva y no siempre piensa antes de actuar.

- Max: El hermano menor de Emmy de 4 años de edad de cabello negro que viste una camiseta verde con un pantalón café con blanco. Es muy torpe y con mucha imaginación, hace más travesuras que Emmy y desea ser más grande y fuerte. En ocasiones puede enojarse muy rápidamente y su frase es «¡No es justo!» cuando se enoja. Es aventurero y a veces ayuda a darle coraje a su mejor amigo, Ord, cada vez que le teme a ciertas cosas.

- Enrique: El nuevo vecino y amigo de Max y Emmy, inmigrante que se mudó de Colombia a los Estados Unidos, se queda a vivir en una casa contigua a la de Max y Emmy y junto a ellos conoce la tierra de los dragones, pese a que al inicio piensa que se exageran. Frecuentemente habla de lo que aún extraña de Colombia, su país natal, y menciona que también ha vivido por un tiempo en Puerto Rico, por lo que a menudo se entristece por los recuerdos de su antiguo hogar en el país donde ya no vive. Su personalidad es algo tímida y a veces se pone nervioso por unirse a nuevas experiencias pero a la vez descubre que se divierte cuando se permite soltarse, expresar sus sentimientos y luego avanzar para divertirse. Es un personaje bilingüe, muy bueno en su español y el nuevo personaje en la tercera y última temporada. Es criado por su padre y su abuelita. Su edad exacta se desconoce, sin embargo su cumpleaños se celebra en un episodio y es posible que tenga alrededor de 8 años de edad. En la tierra de los dragones vuela con Zak y Wheezie.

### Dragones
- Ord: Un dragón azul con buen corazón que es el mejor amigo de Max. Le tiene miedo a muchas cosas como los insectos, la oscuridad, entre otras, pero desea poder ser más valiente. Le encanta comer en abundancia, sobretodo moras dragónicas y palomitas de maíz de color rosado que él mismo prepara con su aliento de fuego. Es alérgico a los dientes de león. Sus colores favoritos son el rojo y azul y ocasionalmente se vuelve invisible cuando se asusta. Su insignia en forma de sol brilla cuando supera sus temores. Su cumpleaños se celebra en un episodio.
- Cassie: Una pequeña dragona rosada muy inteligente, linda, reservada, dulce y un poco tímida que es la mejor amiga de Emmy. Le gusta cantar pero no delante del público. Le encantan las flores campanitas para tocar y escucharlas. A veces se pone muy nerviosa y en ocasiones se encoge cuando está triste o tiene miedo de hablar en público, sin embargo también se distingue por su buen corazón, empatía y dulzura maternal, principalmente como resultado de sus grandes responsabilidades como hermana mayor y niñera de 74 hermanos y hermanas mayores y menores (los más pequeños, Kiki (de color verde) y Finn de color azul celeste) aparecen en algunos episodios ocasionales de la serie. También tiene una hermana mayor, Sophie, (de color azul índigo) que aparece en un episodio de la serie). Ella sabe casi todo lo que hay que saber sobre la tierra de los dragones y tiene un profundo amor por los cuentos de hadas, ambos derivados de su amor por la lectura, además de ser una increíble cantante y bailarina. Su insignia en forma de orbe de dragón brilla cuando se siente más segura y cree mucho en sí misma. Su casa aparece en un episodio.
- Zak y Wheezie: Hermanos gemelos dragones siameses con personalidades opuestas que viven en un agujero subterráneo. Zak es de color verde y Wheezie, de color morado con dos cabezas, el cuello largo (similar al de las jirafas) y un único cuerpo que comparten. A diferencia de Emmy y Max que solamente se pelean a veces, Zak y Wheezie pueden llegar a hacerlo con mucha más frecuencia. Zak puede ser un poco malhumorado, es muy perezoso y arrogante la mayoría de las veces y también se queja de muchas cosas, sobre todo de los ruidos molestos y otras cosas de su hermana, pero a la vez se divierte con sus amigos y sabe hacer trucos con su pata: rascarse la cabeza, agarrar objetos y escribir con un lápiz. Por su parte, su hermana gemela, Wheezie, tiene una personalidad muy energética y amable al decir su frase «¡Me encaaaaaaaaanta!» y toca su silbato muy fuerte incomodando a Zak, se mueve muy rápidamente arrastrándolo con ella y le desagrada la envidia que lo hace molestar mucho, pero en el fondo quiere a su hermano y le dice de cariño Zaky. Asimismo, son músicos hábiles y comparten un amor por la música y la actuación, por lo que a menudo tocan diferentes instrumentos, cantan en misas y participan en concursos de talentos y recitales. Sus insignias en forma de notas musicales brillan cuando trabajan juntos y se llevan bien, aunque en algunos episodios brillan de forma independiente cuando uno de ellos logra algo importante por sí solo. A pesar de sus frecuentes discusiones, son amigos muy cercanos, se aman y se preocupan mucho el uno por el otro, sin embargo en un episodio se han separado brevemente tras una fuerte discusión.
- Quetzal: Maestro amarillo de la escuela en la tierra de los dragones. Es un personaje bilingüe al igual que Enrique, muy bueno en su español y de ascendencia mexicana como se menciona en el primer episodio de la primera temporada de la serie cuando Emmy y Max recientemente llegan a conocer a los dragones y también mencionan que sus algunos de sus familiares también vienen de México. Siempre intenta alentar a los dragones y a sus estudiantes a encontrar buenas soluciones a sus problemas por sí mismos, pero es una caja de resonancia que ofrece gran estabilidad y consuelo, así como muy buenos consejos. Tiene un hermano gemelo idéntico llamado Fernando, que vive más allá de las montañas.
- Lorca: Un dragón discapacitado de color salmón, nuevo personaje en la segunda temporada, que se hace amigo de Max, Emmy y los otros dragones. Ha nacido sin alas y es incapaz de volar por lo que se desplaza en silla de ruedas. Sin embargo, a pesar de sus limitaciones físicas, disfruta mucho participar en aventuras y actividades deportivas y anima a sus amigos a pensar en nuevas formas de hacer ciertas cosas.

## Personajes secundarios
Personajes que interactúan con Emmy, Max y los dragones:
- Arlo: Un dragón naranja con sombrero de vaquero que trabaja en el Dragon Dump. Tiene una máquina a la que llama su «pequeño reciclador» que clasifica las cosas que se pueden usar nuevamente.
- Doctora Sanatodo: Una dragona rosa que atiende a los pacientes dragones en su propia clínica.
- Capitán Scallywag: Un pirata amigo de Emmy, Max y los dragones que capitanea un barco volador.
- Chilly: Un muñeco de nieve viviente que vive en la cima de las montañas Stickleback con su perro de las nieves Nippy.
- Cyrus: Una serpiente verde parecida a un lagarto a la que le encanta comer huevos de otras criaturas. Es muy furtivo y travieso y a menudo intenta robar las cosas ajenas, por lo que actúa como antagonista en dos episodios de la serie.
- Eunice: Una unicornio alada que no puede ver muy bien, por eso usa anteojos.
- Doodle Fairy: Un hada de cuerpo verde y vestido morado que no habla pero sabe garabatear.
- Finn: Hermano menor de Cassie, de color azul celeste. Tiene 1 año de edad, le encanta su manta y apenas aprende a volar. Como todo niño de su edad, es propenso a hacer muchos berrinches cuando se enoja.
- El Gigante de Nod: Líder de un grupo de criaturas barbudas parecidas a gnomos llamadas noguianos. Si bien es mucho más grande que el resto de sus compañeros, es más pequeño que cualquiera de los personajes principales pero es enormemente fuerte.
- Princesa Kidoodle: Gobernante del Doodle Fairy Kingdom. Parece mucho mayor que cualquier otra hada.
- Kiki: Hermana menor de Cassie, de color verde menta. Es apenas una bebé que usa pañales, bebe biberón y le encanta abrazar a su «blanda», una semilla de forma extraña que le gusta exprimir.
- Norm: Un pequeño y amigable gnomo al que le encanta contar.
- Simón: Un personaje parecido a un gnomo al que le encanta jugar Simón dice.
- Monsieur Marmadune: Anfitrión del Reino que Viene, quien en un episodio le dice a Ord que el Reino que Viene es el lugar más feliz en el que un dragón puede estar pero no es posible irse de allí. Habla con acento francés.
- Sr. Pop: Un personaje parecido a un gnomo que se roba temporalmente la risa de Wheezie con su conmutador de sonido en el episodio La última risa de Wheezie.
- Mungus: Un gigante amigable que vive en un castillo en las nubes y conoce a mucha gente en la tierra de los dragones, por lo que puede viajar a lo largo y ancho con unos pocos pasos.
- Polly Nimbus: Una dragona operadora de la fábrica de nubes que controla el clima de la tierra de los dragones.
- Priscilla: Una dragona adolescente que es gerente de Perdidos y aún no encontrados, quien durante su primera aparición se sentía avergonzada porque sus alas eran más grandes que las de otros dragones, pero finalmente se da cuenta de que no hay nada malo en ser diferente cuando usa sus alas para ayudar a Mungus a limpiar su castillo de otra forma.
- Sid Sycamore: Un árbol parlante al que le encanta contar chistes relacionados con el concepto de árboles. Cuando Max o Emmy se enojan, a veces van a hablar con él para animarse con sus bromas. La casa del árbol de los dragones está adjunta a él.
- Spike: Un dragón de color verde lima que estudia en la escuela de la tierra de los dragones y ama su yoyó, pero también puede actuar como un bravucón malvado y descortés cuando se enoja o se siente solo.
- Windy: Un pequeño viento al que le gusta soplar como a su padre.
- Wyatt: Un pozo de deseos parlante que concede inmediatamente cualquier deseo de una sola moneda. Cada vez que las monedas se acumulan demasiado sabe que es hora de vaciarlas y llevarlas al Banco Dragón Principal. Es un viejo amigo de Quetzal. Al principio de la serie lo llamaban Willy.

## Lugares de la Tierra de los Dragones
Lugares frecuentados por Emmy, Max y los dragones:
- La consulta de la Dra. Sanatodo: Una clínica donde curan a los pacientes dragones que están enfermos o tienen algún daño o molestia.
- La Laguna Draguna: Un lago en cuyo alrededor cuenta con un columpio, un tobogán arcoiris, una seta para saltar, una viga y un tronco hueco.
- La casa del árbol: Una casa de madera adjunta a Sid Sycamore que Emmy construyó con su hermano Max y los dragones. Al finalizar la construcción estropeó el mobiliario de la casa en pos de mejorarla pero luego les pidió perdón y enmendó su error, todo se arregló bien y está lista para toda ocasión.
- El bosque de la oscuridad: Un gran bosque con luciérnagas cuyos árboles son altos con estrellas brillantes que luce oscuro como si fuera de noche, al cual Ord le da miedo entrar.
- El cañón de la tortuga: Rocas en forma de tortuga, de gran elevación como el gran cañón en el desierto de Estados Unidos.
- El bosque de dientes de león: Un bosque con árboles monstruosos en forma de diente de león que asustan a Emmy, Max y los dragones.
- Los manantiales musicales: Una cueva dorada con una fuente de agua con chorros que hacen música, la cual es usada por los dragones como un escenario donde se llevan a cabo obras de teatro, exposiciones, conciertos y recitales. Cuenta con un telón y butacas de cemento pulido a modo de anfiteatro para el público asistente.
- El cañón Arco Iris: Un cañón más o menos al costado de las rocas tortuga, que tiene colores lindos, la lluvia los vuelve lodosos y sirven como pintura para pintar.

## Doblaje
El doblaje en Hispanoamérica de las dos primeras temporadas se realizó en la empresa de doblaje desaparecida Audiomaster 3000 mientras que el de la tercera temporada se realizó en AF The Dubbing House debido al cierre de la primera empresa. El doblaje de las dos primeras temporadas fue dirigido por Francisco Reséndez, Alejandro Mayen y Rubén Moya mientras que el de la tercera temporada fue dirigido por Marina Huerta. El tema de entrada de la serie fue interpretado por la cantante y pianista Lizeth Rondero. La serie contó con las voces de Mayra Arellano y Lupita Leal como Emmy, Alan Fernando Velázquez, Claudio Velázquez y Marina Huerta como Max y Maggie Vera como Enrique.

## Formato
La serie tiene tres objetivos educativos primarios:
- Animar a los niños a asumir retos nuevos o difíciles en la vida.
- Ayudarlos a reconocer que hay más de una forma de abordar un desafío.
- Ayudarlos a comprender que intentarlo y no tener éxito es una parte valiosa y natural del aprendizaje.

## Videojuegos
El 29 de noviembre de 2000 se lanzó para PlayStation el primer videojuego basado en la serie, Dragon Seek, donde el jugador tomaba el control de Emmy o Max mientras los guiaba a través de la tierra de los dragones jugando a las escondidas y buscando a los dragones, Monsieur Marmadune o el Capitán Scallywag quienes se escondían en ciertas áreas en cada nivel y el jugador tenía la opción de elegir el personaje que quería buscar al principio.
El 16 de diciembre del mismo año se lanzó un segundo videojuego, Dragon Wings, para Game Boy Color. El juego permitía a los jugadores asumir el papel de un dragón novato que estaba aprendiendo los secretos del vuelo en la escuela de Quetzal en el cielo y el jugador avanzaba a través de 15 niveles de obstáculos disponibles en tres niveles de dificultad. Las críticas fueron mixtas en Amazon.com con una calificación general de 3/5 estrellas de 10 críticos. Muchos han elogiado los gráficos y la diversión del juego pero a la vez sentían que era demasiado desafiante para la mayoría de los jugadores más jóvenes y no ofrecía tanto valor educativo.
El 28 de julio del 2001, se lanza el tercer videojuego titulado Dragon Adventures para Game Boy Color. El juego incluía viajes a los ya mencionados lugares de la tierra de los dragones, incluidos las montañas espinosas, los manantiales musicales y las cavernas de cristal. Asimismo, incluía múltiples configuraciones de habilidades y la opción de jugar con Cassie, Ord, Emmy o Max ya que el título se emitió cuatro años antes de la incorporación de Enrique a la serie. La versión de Game Boy Advance fue lanzada en el año 2004, lo que también ha hecho que Zak y Wheezie sean jugables en esta versión. Todos los videojuegos fueron publicados por la empresa NewKidsCo.
El sitio web oficial de la serie también incluía una serie de juegos relacionados como «Finn's Word Game» y «Dragonberry Surprise», aunque tras la interrupción del sitio, dichos títulos ya no están disponibles.
En octubre del 2004, Scholastic Parent & Child selecciona el juego en el CD-ROM Learn & Fly With Dragons como la elección de los profesores como mejor tecnología nueva.

## Discografía
| Año  | Álbum | Tracklist |
| ---- | --- | --- |
| 2001 | Dragon Tunes - Lanzamiento: 20 de marzo de 2001 - Discográfica: Kid Rhino - Formatos: CD, casete y streaming | 1. Dragon Tales Theme 2. Wake Up 3. The Hello Song 4. Stretch! 5. Shake Your Dragon Tail 6. Betcha Can 7. Doodli-Doo (doblada al español latino para el segmento Ahora Cantamos de Discovery Kids) 8. Touch 9. Wiggle Song 10. Zoo 11. Ord Shuffle 12. Be a Dragon 13. Pretend 14. The Silly Song 15. Clap 16. Dance 17. Cassie 18. Hum 19. Try 20. And the World Goes Round and Round |
| 2005 | More Dragon Tunes - Lanzamiento: 15 de febrero de 2005 - Discográfica: Kid Rhino - Formato: CD               | 1. Main Theme 2. Friends 3. Zak & Wheezie 4. C'mon & Blow 5. Hola (The Hello Song) 6. The Pirate Song 7. Cyrus III 8. Make a New Friend 9. Speak Up 10. Makin' It Fun 11. Dragon Stomp 12. Flip Flop 13. Shake Your Dragon Tail (Remix) 14. Dance (Remix) |